# Hagigat Rzayeva
Hagigat Rzayeva (en azerí: Həqiqət Rzayeva) fue cantante de ópera, actriz de teatro y de cine de Azerbaiyán, Artista del Pueblo de la RSS de Azerbaiyán.

## Biografía
Hagigat Rzayeva nació el 20 de mayo de 1907 en Lankaran. En 1927 Hagigat fue invitada al Teatro de Ópera y Ballet Académico Estatal de Azerbaiyán por el prominente compositor de Azerbaiyán, Muslim Magomayev. En 1928-1932 estudió en la Academia de Música de Bakú. La actriz fue galardonada con el título Artista del pueblo de la RSS de Azerbaiyán en 1943.
Hagigat Rzayeva murió el 2 de agosto de 1969 en Bakú y fue enterrada en el Callejón de Honor.

## Actividades

### En teatro
- ”Shah Ismayil” – Muslim Magomayev
- ”Leyli y Macnun” – Uzeyir Hajibeyov[3]
- ”Asli y Karam” – Uzeyir Hajibeyov
- ”Arshin mal alan” – Uzeyir Hajibeyov
- ”Ashiq Qarib” – Zulfugar Hajibeyov

### Filmografía
- 1930 – “Latif”
- 1934 – “Ismat”
- 1934 – “Los amigos”
- 1958 – “La madrastra”
- 1965 – “Mugham”
- 1981 – “La vida de Uzeyir”

## Premios y títulos
- Artista del Pueblo de la RSS de Azerbaiyán (1943)